# Departamento de Rivadavia (kommun i Salta)
Departamento de Rivadavia är en kommun i Argentina.   Den ligger i provinsen Salta, i den norra delen av landet, 1 300 km norr om huvudstaden Buenos Aires. Antalet invånare är 8 108.
I omgivningarna runt Departamento de Rivadavia växer i huvudsak lövfällande lövskog. Trakten runt Departamento de Rivadavia är nära nog obefolkad, med mindre än två invånare per kvadratkilometer.